# Gonomyia (Gonomyia) aitkeniana
Gonomyia (Gonomyia) aitkeniana is een tweevleugelige uit de familie steltmuggen (Limoniidae). De soort komt voor in het Neotropisch gebied.
De wetenschappelijke naam voor de soort werd voor het eerst geldig gepubliceerd in 1979 door Charles Paul Alexander.